# گلوورویل (کارولینای جنوبی)
گلوورویل(به انگلیسی: Gloverville) شهری در ایالت کارولینای جنوبی کشور ایالات متحده آمریکا است که جمعیت آن در سرشماری سال ۲۰۱۰ میلادی، ۲٬۸۳۱ نفر بوده‌است.